# 長孫觀
長孫觀（？—？），鲜卑姓拔拔，鮮卑名拔六觀，代北鮮卑人，官至征南大將軍，爵封上黨王，諡號定，北魏獻文帝時期的官員。

## 生平
長孫觀的祖父是北魏明元帝與太武帝時期的重臣長孫道生，父親長孫乌者早卒。長孫觀年少之時即以勇猛健壯聞名當世，後承襲祖父長孫道生的爵位上黨王，當時非皇族的諸王襲爵之後，多降爵位為公，但因為祖父長孫道生有大功於先朝，因此長孫觀仍襲爵上黨王。
獻文帝皇興元年467年，隨慕容白曜南征劉宋，房法壽據盤陽城投降北魏軍，長孫觀率軍隊前往佔據之。長孫觀曾多次擔任西方對吐谷渾或仇池的氐族羌族作戰的主帥，在皇興四年470年二月，長孫觀被任命為征西大將軍，都督河西地區六軍與皮喜等將領征討吐谷渾，當年四月長孫觀在曼頭山擊破吐谷渾軍隊，吐谷渾王拾寅率麾下遁走，長孫觀焚燒吐谷渾城居後還兵。在孝文帝延興三年473年時，吐谷渾興兵來犯，再詔命長孫觀攻討之。過世後陪葬於雲中的金陵。

## 兒子
- 長孫稚，北魏末期重臣，官拜太傅、錄尚書事，封上黨王，後隨孝武帝元修奔赴長安。